# René Levesque (pédagogue)
Pour les articles homonymes, voir René Lévesque (homonymie) et Lévesque.
René Levesque (né le 6 octobre 1887 à Quillebeuf-sur-Seine – décédé le 11 octobre 1957 à Cannes) est un pédagogue et théoricien français de l’éducation, fondateur et directeur de l’École des Marches de 1940 à 1953 qui a tenté une pratique éducative par l’Art et le masque où se confondent morphopsychologie et théâtre.
Proche de Gabriel Marcel et de Gaston Berger, René Levesque a été professeur de latin et d’histoire de l’Art à l’université Stanford (États-Unis), à l'Université Laval (Canada) et à l’École des beaux-arts de Québec de 1919 à 1927, puis chef de maison et professeur à l’École des Roches (France) de 1928 à 1939.
Il est l’auteur de différents articles de théorie éducative et d’une pièce de théâtre, Goliphatte ou le jeu de l’existence.
Son œuvre théorique se trouve au Musée national de l'Éducation à Rouen et à la Bibliothèque nationale de France à Paris.
Il fut un proche de l'historienne de l'art américaine Helen Gardner (en) et de Élisabeth de Groux.